# 5207 Hearnshaw
5207 Hearnshaw eller 1988 HE är en asteroid i huvudbältet som upptäcktes den 15 april 1988 av det nyzeeländska astronomparet Pamela M. Kilmartin och Alan C. Gilmore vid Mount John University Observatory. Den är uppkallad efter nyzeeländaren John B. Hearnshaw.
Den tillhör asteroidgruppen Eunomia.